# Майсурадзе, Бадри Джемалович
Ба́дри Джема́лович Майсура́дзе (груз. ბადრი ჯემალის ძე მაისურაძე, род. 13 ноября 1966, Тбилиси) — советский грузинский и российский оперный певец (тенор), педагог. Художественный руководитель Тбилисского государственного театра оперы и балета имени Закария Палиашвили с 2016 года. Заслуженный артист Российской Федерации (2005).

## Биография
Родился в Тбилиси в семье инженера и певицы филармонии — Циалы Кадагидзе. Готовился стать актером драматического театра (профессора Д. Алексидзе и Михаил Туманишвили), играл в нескольких спектаклях Тбилисского театра киноактёра, руководимого своим педагогом. В студенческом спектакле, где ему пришлось петь, был замечен знаменитым певцом и педагогом Зурабом Анджапаридзе, что и сыграло решающую роль в его судьбе. Окончил Тбилисский государственный театральный университет. В 1988 году окончил Тбилисскую государственную консерваторию имени Вано Сараджишвили (педагог Гоча Бежуашвили).
В 1988—1990 годах стажировался в Большом театре под руководством Зураба Соткилавы. В 1990—1993 годах пел в Тбилисском театре оперы и балета имени Захария Палиашвили. Его международная карьера началась в 1993 году, когда он дебютировал в Льеже, исполнив партию Самозванца (Григория) в опере «Борис Годунов». В 1994 году победил в Международном конкурсе вокалистов имени Франсиско Виньяса в Барселоне (Испания) и в Международном конкурсе теноров имени Юсси Бьёрлинга в Швеции. Впоследствии он работал в различных европейских странах, Новой Зеландии, Австралии и Сингапуре. С 1995 года является солистом оперной труппы Большого театра.
В репертуаре певца 62 партии, которые перечислены ниже.
Он выступал на таких сценах, как Ла Скала и Ковент-Гарден, Мадридская королевская опера, Берлинская опера, Шведская королевская опера, оперные театры Неаполя, Торонто, Мельбурна, Аделаиды, Копенгагена, Кейптауна, Монпелье, Штутгарта, Пелермо и др.
Сотрудничал с такими великими музыкантами современности, как М. Ростропович, С. Озава, М. Арена, З. Мета, М. Барбачини, М. Виотти, П. Доминго, Х. Каррерас, Р. Бредшоу, Г. Наварро, М. Бенини, Дж. Моранди, В. Гергиев, А. Ведерников и др.
Преподавал в Центре оперного пения Галины Вишневской (профессор).
С 2016 года — художественный руководитель Тбилисского государственного театра оперы и балета имени Закария Палиашвили.
Жена — Элисо Чиракадзе, музыкант, заместитель директора ЦОП Галины Вишневской, дочь — Анна Майсурадзе (1992), сын — Георгий Майсурадзе (1983—2012).

## Репертуар
- «Макбет» Верди
- «Трубадур» Верди
- «Риголетто» Верди
- «Жанна д’Арк» Верди
- «Аида» Верди
- «Эрнани» Верди
- «Симон Бокканегра» Верди
- «Сила судьбы» Верди
- «Отелло» Верди
- «Травиата» Верди
- «Бал-маскарад» Верди
- «Дон Карлос» Верди
- «Набукко» Верди
- «Реквием» Верди
- «Мадам Баттерфляй» Пуччини
- «Тоска» Пуччини
- «Турандот» Пуччини
- «Плащ» Пуччини
- «Девушка с Запада» Пуччини
- «Манон Леско» Пуччини
- «Лючия ди Ламмермур» Доницетти
- «Норма» Беллини
- «Паяцы» Леонкавалло
- «Медичи» Леонкавалло
- «Сельская честь» Масканьи
- «Лоэнгрин» Вагнер
- «Самсон и Далила» Сен-Санс
- «Пиковая дама» Чайковского
- «Мазепа» Чайковского
- «Борис Годунов» Мусоргского
- «Хованщина» Мусоргского
- «Катерина Измайлова» Шостаковича
- «Миндия» Тактакишвили
- «Абесалом и Этери» Палиашвили

## Фильмография
- «Девушка со швейной машинкой» (1980, Михаил Чиаурели и Георгий Шенгелая)
- «Новый год» (1981, К. Мелитаури и Д. Шегелидзе)
- «Нейлоновая ёлка» (1985, Р. Эсадзе)
- «Первая любовь» (М. Чаурели, Г. Шенгелая)

## Награды
- 1994 — победитель Международного конкурса вокалистов имени Франсиско Виньяса в Барселоне (Испания) и Международного конкурса теноров имени Юсси Бьёрлинга в Швеции
- 2001 — Орден Дружбы (22 марта 2001 года) — за большой вклад в развитие отечественного музыкально-театрального искусства[3].
- 2005 — Заслуженный артист Российской Федерации (21 апреля 2005 года) — за заслуги в области  искусства[4].